# Бестацо (Милано)
Бестацо је насеље у Италији у округу Милано, региону Ломбардија.
Према процени из 2011. у насељу је живело 401 становника. Насеље се налази на надморској висини од 123 м.